# Andre Blake
Andre Jason Blake (* 21. November 1990 in May Pen) ist ein jamaikanischer Fußballspieler auf der Position eines Torwarts, der seit 2014 bei Philadelphia Union mit Spielbetrieb in der Major League Soccer, der höchsten nordamerikanischen Fußballliga, unter Vertrag steht.

## Vereinskarriere

### Karrierebeginn in der Heimat
Andre Blake wurde am 21. November 1990 in May Pen, der Hauptstadt des jamaikanischen Landkreises Clarendon Parish, geboren und begann seine Karriere als Fußballspieler noch in jungen Jahren in seiner Heimat. Aufgewachsen mit sechs Brüdern in May Pen war er zwar bereits seit frühester Kindheit im Fußballsport aktiv, hatte jedoch nicht immer die Position des Torwarts inne. Im Laufe der Jahre spielte er unter anderem im Nachwuchsbereich des Harbour View FC und der Sporting Central Academy, kam aber im fortgeschritteneren Alter auch für das Schulfußballteam des Clarendon College, einer High School aus Chapelton, zum Einsatz. Daneben war er auch im Cricket-Team seiner Schule vertreten, wo er zumeist als Wicket-Keeper und Mannschaftskapitän zum Einsatz kam. Als Fußballspieler hatte er zumeist verschiedene Positionen während eines Spiels inne, wobei er anfangs als Feldspieler, dabei zumeist als Stürmer, eingesetzt wurde, um für Tore zu sorgen, um dann vom Trainer ins Tor beordert zu werden, um weitere Gegentreffer zu verhindern. Während dieser Zeit fand er auch seinen Weg in die jamaikanischen U-17- und U-20-Nachwuchsauswahlen und konnte sich somit auch vor internationalen Scouts empfehlen. Hier kam es auch zu der Zeit, als sich Blake für eine Sportart, Fußball oder Cricket, entscheiden musste und sich vermehrt dem Fußballsport widmete. Erst durch seinen U-20-Nationaltrainer gab er seine Feldposition auf und rückte nun gänzlich auf die Position des Torwarts zurück, die er nun fortan innehatte. Über seinen High-School-Fußballtrainer Patrick „Jackie“ Walters, der seinen in den 1980ern in die Vereinigten Staaten gekommenen Freund Paul Harvey, einen ehemaligen College-Fußballspieler, der nach seiner aktiven Karriere ein Kontaktnetzwerk im US-amerikanischen High-School- und College-Fußball aufgebaut hatte, schaffte Blake den Sprung nach Übersee. Davor versuchte er sein Glück bereits in Europa, hatte jedoch aufgrund fehlender Länderspieleinsätze wenig Aussichten auf eine dortige Karriere.

### Wechsel an die University of Connecticut
So wechselte er im Jahre 2011 in die Vereinigten Staaten, wo er von der University of Connecticut aufgenommen wurde und parallel zu seinem dortigen Studium in der Herrenfußballmannschaft der Connecticut Huskies, der Universitätssportabteilung, zum Einsatz kam. Dabei startete bereits in seinem Freshman-Jahr in allen 25 Meisterschaftsspielen seiner Mannschaft und kam mit der Mannschaft auf zum Saisonende auf eine Bilanz von 19 Siegen, drei Unentschieden und ebenso vielen Niederlagen. Bei diesen 25 Spielen brachte er es auf 15 Zu-Null-Spiele für die Huskies und wurde aufgrund dieser Leistung mehrfach geehrt. Die geschichtsträchtigste Ehrung war dabei die Wahl zum BIG-EAST-Goalkeeper-of-the-Year, wobei er der erste Freshman in der seit 1979 andauernden Geschichte des Herrenfußballs der Conference war, dem diese Ehre zuteilwurde. Allgemein war er der erste Freshman in der Geschichte der Conference, der einen der großen Conference-Awards entgegennehmen durfte. Weitere Auszeichnungen in diesem Jahr waren die Wahl ins All-BIG-EAST-First-Team, zum NSCAA/Continental-Tire-Third-Team-All-American, zum College-Soccer-News-Second-Team-All-American, sowie ins Soccer-America-All-Freshman-First-Team. Im Spieljahr 2011 setzte er zudem einen neuen Universitätsrekord, als er zwischen 9. September und 12. Oktober in neun aufeinanderfolgenden Spielen (961 Minuten und 32 Sekunden) ohne Gegentreffer blieb. Weiters zog er beim Universitätsrekord mit den meisten Zu-Null-Spielen mit einem bereits bestehenden Rekord von 15 Spielen gleich. Des Weiteren setzte er mit gesamt 16 Shutouts als Team einen neuen Rekord an der University of Connecticut. Mit einem Gegentorschnitt von 0,39 Toren belegte er Rang 3 in der Geschichte der Herrenfußballmannschaft der Universität und war mit dieser Bilanz in diesem Spieljahr der zweitbeste Torhüter in der NCAA. Seine Fangquote lag in diesem Spieljahr bei 0,888, was den ersten Platz in der BIG EAST und den vierten Platz landesweit bedeutete.
Auch in seinem Sophomore-Jahr blieb Blake Stammtorhüter der Huskies und war in allen 22 Meisterschaftsspielen von Beginn an am Spielfeld. Die Meisterschaft beendete er mit seiner Mannschaft mit einer Bilanz von 17 Siegen, vier Niederlagen und einem Unentschieden bei zwölf Zu-Null-Spielen. Aufgrund seiner Leistungen wurde er abermals zum BIG-EAST-Goalkeeper-of-the-Year und zum NSCAA-First-Team-All-American gewählt und war abermals im All-BIG-EAST-First-Team. Des Weiteren wurde er ins Soccer-America-MVP-First-Team und zum College-Soccer-News-Third-Team-All-American gewählt. In diesem Jahr kam er auf einen Gegentorschnitt von 0,50 Treffern und auf eine Fangquote von 0,840. Zu den weiteren Auszeichnungen in seinem Sophomore-Jahre zählten die Wahl zum New-England-Soccer-New-Player-of-the-Year und die einstimmige Wahl zum BIG-EAST-Preseason-Goalkeeper-of-the-Year und die Wahl ins Preseason-All-BIG-EAST-Team. Außerdem wurde er bereits in diesem Jahr auf die Beobachtungsliste für die renommierte Hermann Trophy, die alljährlich an den besten weiblichen und männlichen College-Fußballer vergeben wird, gesetzt.
In seinem Junior-Jahr kam Blake unter seinem Trainer Ray Reid in 21 Meisterschaftsspielen zum Einsatz, von denen er in jedem von Beginn an das Tor der Huskies hütete. Seinen Gegentorschnitt von 0,75 Treffern brachte ihm nur einen 24. Platz in der Wertung der NCAA-Torhüter des Jahres 2013 ein. Dennoch fuhr er auch in diesem Jahr Individualerfolge ein und erhielt nach zehn Siegen mit seiner Mannschaft und zehn Zu-Null-Spielen die Auszeichnung zum NSCAA-All-America-First Team-Spieler. Weiters reichte seine Leistung für die Wahlen ins NSCAA-All-Northeast-First-Team, ins Conference-All-First-Team und ins Soccer-America-MVPs-First-Team. Zudem war Andre Blake ein Finalist um den Erhalt der Hermann Trophy, die im Jahre 2013, wie bereits im Jahr zuvor, an Patrick Mullins von der UMCP ging. Außerdem wurde er 2013 zum America-Athletic-Conference-Goalkeeper-of-the-Year sowie zum Conference-Preseason-Goalkeeper-of-the-Year gewählt und einmal der Conference-Goalkeeper-of-the-Week. Bei seinen 21 Einsätzen kam er auf eine Bilanz von 10 Siegen, drei Niederlagen und acht Unentschieden. Aufgrund seiner Leistung wurde er daraufhin von der Major League Soccer, der höchsten nordamerikanischen Fußballliga, mit einem Generation-Adidas-Vertrag ausgestattet.

### Start in den Profifußball
Daraufhin wurde er über den MLS SuperDraft 2014 als erster Spieler der ersten Runde zum Major-League-Soccer-Franchise Philadelphia Union gedraftet. Das Franchise aus Chester in Pennsylvania hatte den Nummer-1-Draftpick im Tausch gegen den Nummer-2-Draftpick und einer nicht näher definierten Summe an allocation money vom Franchise D.C. United erhalten. Eigentlich als Stammtorhüter der Union vorgesehen, musste er jedoch nach der Verpflichtung des algerischen Nationalspielers Raïs M’Bolhi ebendiesem den Vorrang lassen. Da in weiterer Folge jedoch auch M’Bolhi kaum zu Einsätzen kam, war die Nummer 1 von Philadelphia Union der beiden letzten Spieljahre, Zac MacMath, auch in diesem Jahr die Stammkraft des Franchises. Am 25. Juli 2014 kam Blake zu seinem Debüt für Philadelphia Union, als er beim Freundschaftsspiel gegen Crystal Palace der einzige Spieler seiner Mannschaft war, der über die volle Spieldauer eingesetzt wurde. Nachdem er bis dahin nahezu in jedem Meisterschaftsspiel auf der Ersatzbank saß und nur wenige Spiele, unter anderem aufgrund von Länderspieleinsätzen, versäumte, gab er bei einer 0:2-Auswärtsniederlage gegen Houston Dynamo am 15. August 2014 seine MLS-Debüt, als er von Trainer Jim Curtin über die volle Spieldauer eingesetzt wurde. Danach saß er bis zum Ende des Spieljahres 2014 weiterhin als Ersatztorwart bzw. stand in wenigen Spielen gar nicht im offiziellen Kader. Bereits rund zwei Monate vor seinem Ligadebüt absolvierte Blake in der vierten Runde des Lamar Hunt U.S. Open Cup 2014 sein Pflichtspieldebüt, als er 120 Minuten gegen die Harrisburg City Islanders durchspielte und mit der Mannschaft nach drei weiteren Pokalspielen ins Finale gegen den Seattle Sounders FC einzog, das die Sounders jedoch mit 3:1 in der Verlängerung für sich entschieden. Für den Jamaikaner blieb die Viertrundenpartie der einzige Einsatz in diesem Wettbewerb.
Sein nächster Pflichtspieleinsatz nach seinem MLS-Debüt im August 2014 sollte daraufhin ein komplettes Jahr später erfolgen. Nachdem er im Spieljahr 2015 zumeist nur als Ersatz agierte und mit John McCarthy, Brian Sylvestre und dem bereits genannten Raïs M’Bolhi gleich andere Torhüter ihr Glück im Ligageschehen von Philadelphia Union versuchen durften, hatte Andre Blake wenig Aussichten auf einen Durchbruch in der Mannschaft. Nachdem er in den ersten fünf Meisterschaftsrunden dem offiziellen Kader gar nicht zur Verfügung stand, zwischen Mai und Juni 2015 für rund eineinhalb Monate aufgrund einer Meniskusverletzung ausfiel und danach im Juli auch noch drei Meisterschaftsspiele aufgrund von Länderspieleinsätzen verpasste, bekam er erst gegen Ende August 2015 die Möglichkeit, sich in der Major League Soccer zu beweisen. Dabei spielte er am 22. August 2015 bei einem 1:0-Auswärtssieg über Montreal Impact, als Didier Drogba gerade sein Debüt für den Kontrahenten gab, erstmals seit einem Jahr wieder in der höchsten nordamerikanischen Fußballliga. Nach einem weiteren Einsatz im nachfolgenden Ligaspiel gegen New England Revolution versäumte er das darauffolgende Meisterschaftsspiel aufgrund eines Länderspiels und saß in den beiden nächsten Spielen wieder ohne Einsatz auf der Ersatzbank, ehe er am 25. September für die restlichen vier Meisterschaftsspiele bis Saisonende wieder als Stammkraft das Tor seiner Mannschaft hütete. Eine der eindrucksvollsten Partien absolvierte er am 25. September bei einer weiteren Partie gegen New England Revolution, als er mit zehn gehaltenen bzw. abgewehrten Bällen einen neuen Mannschaftsrekord bei Philadelphia Union aufstellte. Wie bereits ein Jahr zuvor schaffte er mit der Mannschaft abermals den Einzug ins Finale des Lamar Hunt U.S. Open Cups. Im Spieljahr 2015 saß er in den Viert- und Fünftrundenpartien ohne Einsatz auf der Ersatzbank, versäumte das Viertelfinale aufgrund eines Engagements mit der jamaikanischen Nationalmannschaft, saß im Halbfinale erneut einsatzlos auf der Bank und kam erst im Finalspiel gegen Sporting Kansas City zu seinem Einsatz. Die Partie endete für Philadelphia Union in einer 7:8-Niederlage im Elfmeterschießen.
Spätestens im MLS-Spieljahr 2016 stieg Blake zur klaren Nummer 1 von Philadelphia Union. Dabei kam er in 32 der 34 Ligaspiele über die volle Spieldauer zum Einsatz und versäumte nur zwei Partien aufgrund von Einsätzen in der Nationalmannschaft seines Heimatlandes. In diesen beiden Partien übernahmen einmal Matt Jones und einmal John McCarthy die Position des Torhüters. Bereits nach der zweiten Meisterschaftsrunde wurde Blake ins MLS-Team-of-the-Week gewählt und kam unter anderem am 28. Juli 2016 im MLS All-Star Game 2016 gegen den FC Arsenal zum Einsatz. Am Ende des Spieljahres, als es die Union erstmals seit Jahren wieder an den saisonabschließenden Play-offs teilnahm, dort jedoch bereits in der K.-o.-Runde ausschied, wurde Andre Blake, der bereits vor seinem Wechsel in die Vereinigten Staaten in seiner Heimat des Öfteren als gegenwärtig bester Fußballtorhüter Jamaikas bezeichnet wurde, zum MLS Goalkeeper of the Year, sowie in die MLS Best XI gewählt. Bis dahin hatte er es auf 99 gehaltene bzw. abgewehrte Bälle bei einer Fangquote von 66 % und neun Zu-Null-Spiele bei seinen 32 Ligaeinsätzen gebracht. Hinzu kamen auch noch zwei Einsätze im Lamar Hunt U.S. Open Cup 2016, aus dem die Mannschaft bereits im Viertelfinale nach dem Elfmeterschießen gegen New England Revolution ausschied. Vor allem im und nach dem Spieljahr 2016 wurde Blake von diversen europäischen Teams umworben, wobei bereits im frühen Sommer 2016 über einen baldigen Abgang des Torhüters nach Europa spekuliert wurde. Bis Oktober 2016 konkretisierten sich die etwaigen zukünftigen Arbeitgeber Blakes, wobei allen voran der KRC Genk als zukünftiger Verein des Jamaikaners, der nicht nur durch seine Leistung bei Philadelphia Union, sondern auch im Nationalteam, auffiel, gewertet wurde. Mit 31. Oktober 2016 schloss er das Generation-Adidas-Programm erfolgreich ab. Zu einem Vereinswechsel des jamaikanischen Internationalen kam es bisweilen (Stand: 20. Dezember 2016) noch nicht.

## Nationalmannschaftskarriere

### Einsätze für U-17 und U-20
Bereits während seiner High-School-Zeit in Jamaika nahm Andre Blake an Spielen der jamaikanischen U-17- und U-20-Nachwuchsauswahlen teil. Mit der U-17 nahm er unter anderem im Jahre 2006 an der Qualifikation zur CONCACAF U-17-Meisterschaft 2007 teil. Nachdem man in der Qualifikation den dritten Platz belegte und man bei der Endrunde zusammen mit Honduras als Gastgeber fungierte, nahm Blake auch bei dieser Endrunde teil und schied dabei mit seinem Heimatland als Letztplatzierter der Gruppe B bereits vorzeitig aus. Weiters war er mit der U-20 unter anderem zwischen Juli 2008 und Januar 2009 bei der Qualifikation zur CONCACAF U-20-Meisterschaft 2009 vertreten. Dabei schaffte es die Mannschaft als Sieger der Erstrunden- und Zweitrundengruppenphase in die Drittrundengruppenphase, die Jamaika ebenfalls als Sieger beendete und sich damit für die Endrunde im März 2009 in Trinidad und Tobago qualifizierte. Hierbei schied die von Donovan Duckie trainierte Mannschaft bereits in der Gruppenphase als Drittplatzierter der Gruppe A vorzeitig vom laufenden Turnier aus. Nach diversen weiteren Einsätzen für die U-17- und die U-20-Nationalmannschaft dauerte es einige Jahre, ehe Blake wieder für eine Nationalmannschaft berücksichtigt wurde.

### Debüt und erste Erfolge bei den Herren
Bereits kurz nach seiner Verpflichtung vom MLS-Franchise Philadelphia Union gab Blake sein Debüt in der jamaikanischen Nationalmannschaft der Herren, als er bei einem 2:0-Freundschaftsspielsieg über Barbados von Winfried Schäfer über die volle Spieldauer eingesetzt wurde. Im gesamten Verlauf des Jahres 2014 absolvierte Blake neun Länderspiele, darunter fünf Freundschaftsspiele, wovon eines nicht von der FIFA als offizielles Spiel anerkannt wurde. Die restlichen vier Partien beziehen sich auf die Fußball-Karibikmeisterschaft 2014, an der Blake mit der jamaikanischen Nationalmannschaft im November 2014 teilnahm. Dabei konnte Gastgeber Jamaika den Titel zum bereits sechsten Mal in der Geschichte holen. Blake wurde in allen drei Gruppenspielen seiner Mannschaft, wie auch beim Finalsieg über den Rekordsieger Trinidad und Tobago eingesetzt. Zudem wurde er als Torhüter des Turniers mit dem Golden-Gloves-Award ausgezeichnet. Durch den Sieg in der Karibikmeisterschaft 2014 qualifizierte sich Jamaika für den CONCACAF Gold Cup 2015. An diesem Turnier, bei dem es Jamaika bis ins Finale schaffte und erst dort mit 1:3 gegen Mexiko unterlag, nahm Blake neben Dwayne Miller und Ryan Thompson als einer von drei Torhütern der jamaikanischen Nationalmannschaft teil, kam aber selbst nicht zum Einsatz.
Rund zehn Monate vergingen seit seinem letzten Länderspieleinsatz, als Blake Anfang September 2015 in zwei Qualifikationsspielen der CONCACAF zur WM 2018 gegen Nicaragua eingesetzt wurde. Nach einem weiteren Freundschaftsspieleinsatz gegen Südkorea Mitte Oktober 2015 absolvierte er Jamaikas zweites Gruppenspiel in der Viertrundengruppenphase der WM-Qualifikation. Nachdem er Ende März 2016 auch im dritten und vierten Gruppenspiel zum Einsatz gekommen war, holte ihn Winfried Schäfer in das 23-Mann-Aufgebot Jamaikas, das an der Copa América Centenario 2016 in den Vereinigten Staaten teilnahm. Als Stammtorhüter absolvierte er alle drei Spiele seiner Mannschaft und schied mit den Jamaikanern, tor- und sieglos, noch in der Gruppenphase als Letzter der Gruppe C vom laufenden Turnier aus. Seine beiden nachfolgenden Länderspieleinsätze waren das fünfte und sechste Gruppenspiel in der WM-Qualifikation, die Blake mit seinem Heimatland daraufhin als Letzter der Gruppe B frühzeitig beendete. Nach dem daraus resultierenden Rauswurf von Winfried Schäfer, der kurz davor auch noch für einen Eklat im Fernsehen sorgte, übernahm wieder Theodore Whitmore, der in der Vergangenheit bereits mehrfach als jamaikanischer Nationaltrainer agierte, das Amt des Cheftrainers.
Unter Whitmore absolvierte Andre Blake das zweite und dritte Gruppenspiel Jamaikas bei der Qualifikation zur Karibikmeisterschaft 2017, wodurch sich Jamaika als einer der Gruppensieger für die Endrunde 2017 in den Vereinigten Staaten und zusätzlich für den ebenfalls in den Vereinigten Staaten stattfindenden CONCACAF Gold Cup 2017 qualifizierte.

## Erfolge
Philadelphia Union
- Finalist des Lamar Hunt U.S. Open Cups: 2014 und 2015

Nationalmannschaft
- Sieger der Karibikmeisterschaft: 2014
- Finalist des CONCACAF Gold Cups: 2015 (ohne Einsatz)

## Auszeichnungen
- Wahl zum besten Torhüter der Fußball-Karibikmeisterschaft: 2014
- Teilnahme am MLS All-Star Game: 2016
- Wahl zum MLS Goalkeeper of the Year: 2016
- Wahl in die MLS Best XI: 2016, 2020, 2022

## Persönliches
Seit Sommer 2015 befindet sich Andre Blake im Besitz der Green Card, wodurch sein Team wieder einen Platz für einen ausländischen Spieler bekam.